# Canzoniere

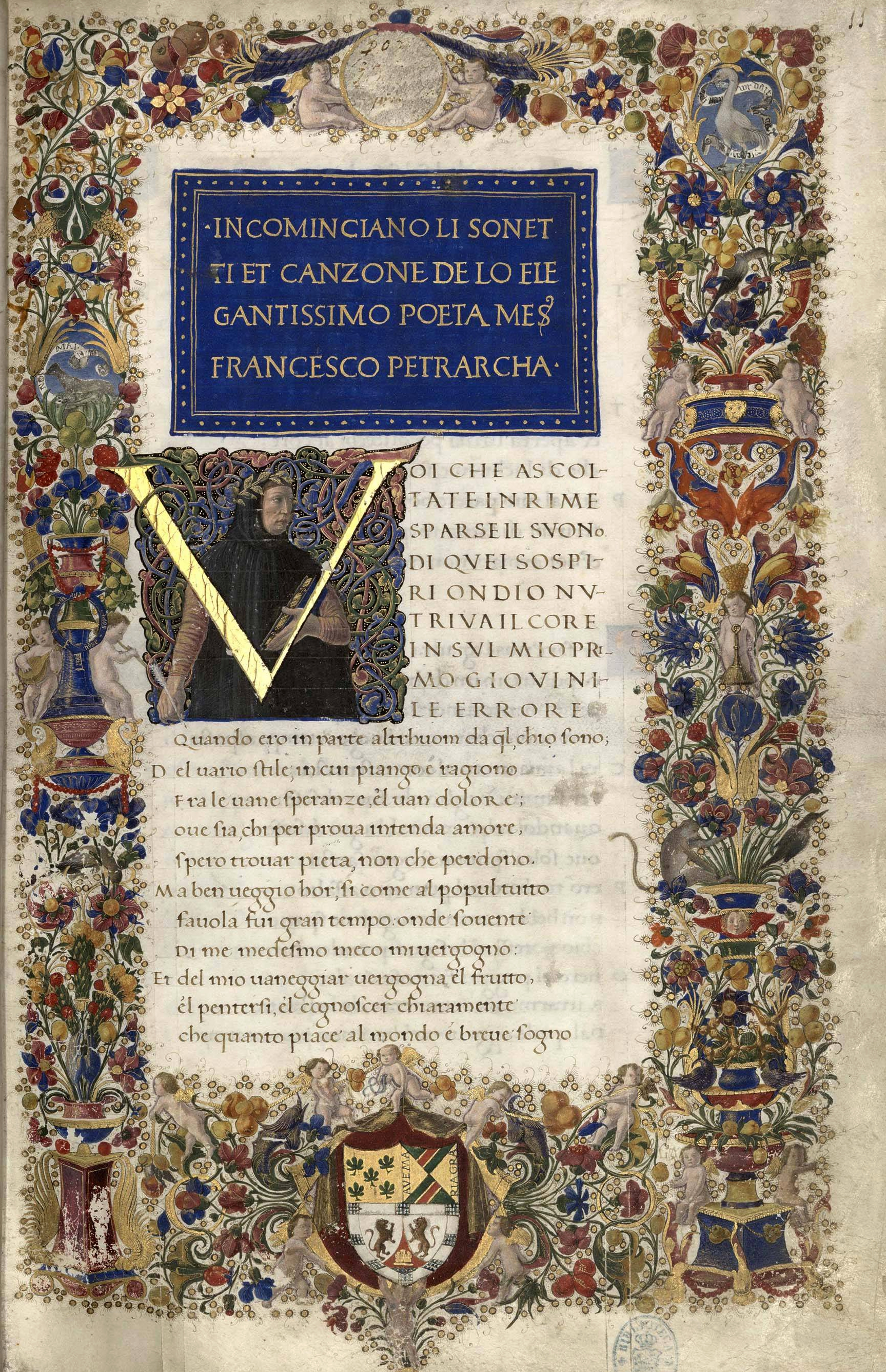
Erste Seite eines illuminierten Manuskripts von Petrarcas Sonetten und Canzonen aus dem Besitz des Federico de Montefeltro

Der Canzoniere (Liedersammlung) [kantsoˈnjɛːre] (lateinischer Originaltitel Rerum vulgarium fragmenta, dt. ‚Bruchstücke volkssprachlicher Dinge‘) ist eine Sammlung von italienischen Sonetten und Kanzonen, in denen Francesco Petrarca seiner Liebe zu Laura und seiner Trauer über ihren Tod im Jahr 1348 Ausdruck verleiht.
Der Zyklus besteht aus 366 Gedichten: 317 Sonetten, 29 Kanzonen, 9 Sestinen, 7 Balladen und 4 Madrigalen. Er enthält nicht alle Gedichte von Petrarca, sondern diejenigen, die er sorgfältig auswählte. Andere (sogenannte extravagantes) sind verlorengegangen oder wurden in andere Schriften eingefügt.
Die Sammlung wurde von den Verlegern zweigeteilt: Gedichte, die zu Lebzeiten Madonna Lauras und solche, die nach ihrem Tod entstanden. Die Forschung datiert die ältesten Fassungen einiger Texte auf 1327 (Jahr der Begegnung in Avignon mit ‚Laura‘, Pseudonym gemäß antiker Tradition für – sehr wahrscheinlich – eine reale Dame); die meisten Gedichte sind nach dem Codex Vaticanus 3196 von 1336 bis 1369 entstanden.
Der Canzoniere ist eines der drei grundlegenden und vorbildhaften Meisterwerke, auf die in der italienischen Literatur seither immer wieder Bezug genommen wird: Dantes Commedia, Petrarcas Canzoniere und Boccaccios Decameron.

## Inhalt
Der Großteil der Gedichte des Canzoniere betrachtet das Thema der Liebe, ungefähr 30 behandeln ethische, religiöse oder politische Themen. Der zweite Teil des Canzoniere endet mit der Kanzone Alla Vergine (366), in der der Dichter die Jungfrau Maria um Fürbitte bei ihrem Sohn anfleht, dass er seiner Seele den ewigen Frieden geben möge.
Bekannt sind die Kanzonen Italia mia (128) und Spirto gentil (53), in denen er den Begriff von Heimat mit seinem Geburtsort Arezzo identifiziert, den er sich frei von den Bürgerkriegen und den fremden Streitkräften wünscht.
In den einzelnen Gedichten wird eine Vielzahl von Stimmungen und Gegenständen behandelt. Besonders geht es immer wieder um die intensive psychologische Reaktion des Erzählers auf die Geliebte. Dabei verwendete Petrarca sowohl Verse, die genuin für Laura gemeint waren, als auch solche, die zunächst für andere Frauen gedacht waren und später umgeschrieben wurden (siehe auch Dante Alighieri).
Maria Gräfin Lanckoronska schreibt im Nachwort einer Reclam-Ausgabe:

„Der Canzoniere (...) zeigt uns die glühende, hingebungsvolle Liebe eines Zurückgestoßenen, der aber in sich selbst die Überzeugung trägt, im Geheimen geliebt zu sein. Aus der Spannung verweigerter Erfüllung bei geheimem Einverständnis (...) resultiert die unaufhörliche Hingabe, das unaufhörliche Klagen und Verzagen, das Jubeln und Seligsein über die leisesten Zeichen erwiderter Neigung, das Zweifeln und Verzweifeln und das Aussingen der eigenen Seelenregungen bis in die zarteste Verästelung.“

In der Dichtung von Petrarca mischt sich die Beschreibung der Gefühle mit jener der Landschaft. Petrarca verfeinerte die Formen der Lyrik des Mittelalters, von den Provenzalen entnahm er die Metrik und die Sextine und verarbeitete deren dichterische Töne. Auch die Darstellung der geliebten Frau bettet sich in das Thema der Provenzalen ein: Laura ist eine „hehre Frau“, die der Dichter verehrt. Ihre Gestalt bebt allerdings nicht vor Leben, hat keine wahre Wirklichkeit, ihre schönen menschlichen Züge, ihre schönen Augen, die blonden Zöpfe, das süße Lächeln, all dieses wiederholt sich unverändert.

## Wirkung

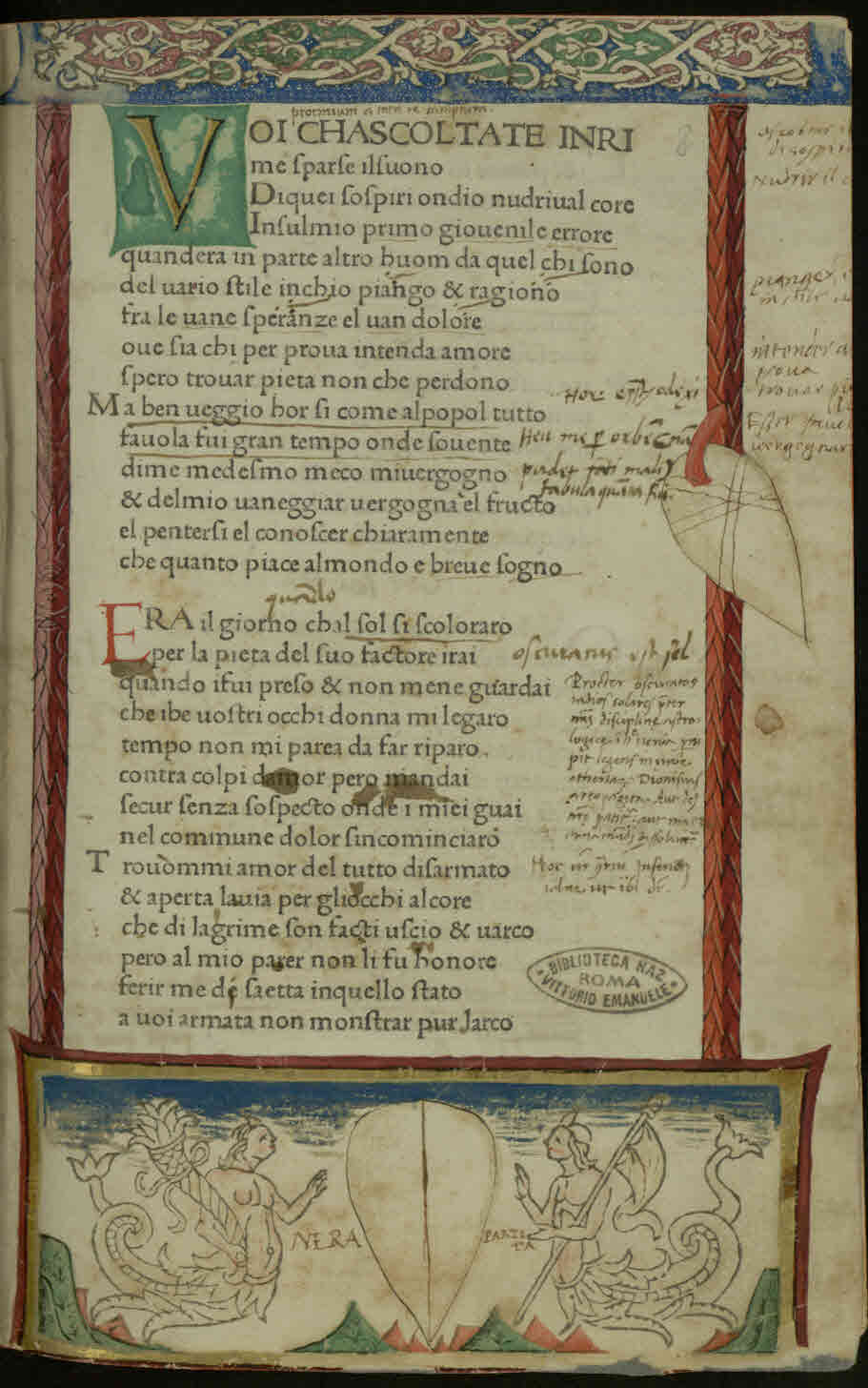
1470

Die Liebeslyrik Petrarcas wirkte bis Ende des 16. Jahrhunderts vor allem in Frankreich und England stilbildend für eine bestimmte Art der Dichtkunst, die mit dem Begriff Petrarkismus bezeichnet wird. Die Form seiner Sonette differenzierte sich in Frankreich in den Ronsard-Typ, benannt nach Pierre de Ronsard, und den elisabethanischen Typ bei Philip Sidney, Edmund Spenser und William Shakespeare.
Viele der von Petrarca verwendeten Bilder, zum Beispiel „frierend wie Feuer, brennend wie Eis“ (Oxymoron) wurden in der Folge so häufig verwendet, dass sie sich in Klischees verwandelten.
Andererseits wurde Petrarcas Lyrik seit dem frühen 16. Jahrhundert zum Gegenstand von Spott und Persiflagen. Hervorgetan hat sich dabei der italienische Literat Pietro Aretino, der zwar seine ersten Gedichte selbst noch in Petrarcas Manier verfasst hat, ihn später aber lustvoll parodierte.

## Vertonungen
Gedichte aus dem Canzoniere wurden unter anderem vertont von Mario Castelnuovo-Tedesco, Peter Cornelius, Moritz Hauptmann, Wolfgang Jacobi, Franz Liszt, Marcelle de Manziarly, Hans Pfitzner, Émile Paladilhe, Ildebrando Pizzetti, Nino Rota, Franz Schubert, Harald Genzmer und Rudi Spring.

## Ausgaben
Erste gedruckte Ausgaben des Canzoniere erschienen seit 1470, allerdings in fehlerhaften und verdorbenen Textfassungen. 1501 kam eine durchgesehene Ausgabe bei Aldus Manutius in Venedig heraus. 1521 erschien eine weitere Ausgabe bei Manutius, die von dem Humanisten Pietro Bembo philologisch betreut wurde. Spätestens ab jetzt bemühten sich die Buchdrucker um werktreue Ausgaben Petrarcas, der inzwischen zu einem anerkannten und bewunderten Dichter, zum Vorbild junger Autoren, geworden war. Seit dem frühen 16. Jahrhundert erschienen auch die ersten Kommentare zum Canzoniere, u. a. von Francesco Filefo, Alessandro Vellutello und Giovanni Andrea Gesualdo.

## Übersetzungen
- Francesco Petrarca: Canzoniere. 50 Gedichte mit Kommentar. Übersetzt und herausgegeben von Peter Brockmeier (= Universal-Bibliothek. Nr. 18378). Philipp Reclam jun., Stuttgart 2006, ISBN 978-3-15-018378-6 (italienisch, deutsch).
- Francesco Petrarca: Canzoniere – Triumphe – Verstreute Gedichte. Aus dem Italienischen von Karl Förster und Hans Grote. Herausgegeben und mit einem Nachwort versehen von Hans Grote (= Winkler Weltliteratur). Artemis & Winkler, Düsseldorf/Zürich 2002, ISBN 3-538-06934-4 (italienisch, deutsch).
- Francesco Petrarca: Canzoniere. Ausgewählt, eingeleitet und mit Anmerkungen versehen von Gerhard Regn. Zweisprachige Auswahl (italienisch, deutsch). Übertragen von Karl Förster. Dieterich’sche Verlagsbuchhandlung, Mainz 1987, ISBN 3-87162-010-6.
- Francesco Petrarca: Canzoniere. Nach einer Interlinearübersetzung von Geraldine Gabor in deutsche Verse gebracht von Ernst-Jürgen Dreyer. Mit Anmerkungen zu den Gedichten von Geraldine Gabor. Stroemfeld/Roter Stern, Basel 1989, ISBN 3-87877-328-5, auch dtv Bd. 2321, München 1993, ISBN 3-423-02321-X (italienisch, deutsch).
- Francesco Petrarca: Sonette an Madonna Laura. Nachdichtung von Leo Graf Lanckoronski, Nachwort von Maria Gräfin Lanckoronska (= Universal-Bibliothek. Nr. 886). Philipp Reclam jun., Stuttgart 1956, ISBN 3-15-000886-7 (italienisch, deutsch).
- Francesco Petrarca: Canzoniere. Eine Auswahl. Übersetzt und herausgegeben von Winfried Tilmann (= Universal-Bibliothek. Nr. 18084). Philipp Reclam jun., Stuttgart 2000, ISBN 3-15-018084-8 (italienisch, deutsch).